# Félicette
Félicette foi o primeiro gato a ser lançado no espaço. O lançamento de Félicette, uma fêmea da espécie gato urbano, ocorreu no dia 18 de Outubro de 1963 através do Programa espacial francês. A missão foi um voo sub-orbital que durou 13 minutos e a capsula e o seu passageiro foram resgatados com segurança. Félicette foi a primeira da sua espécie e a única a sobreviver entre mais de uma dezena de gatos treinados para a missão espacial francesa.